# Boreus reductus
Boreus reductus är en näbbsländeart som beskrevs av Carpenter 1933. Boreus reductus ingår i släktet Boreus och familjen snösländor. Inga underarter finns listade i Catalogue of Life.